# Laura Dianti
Laura Dianti, nota anche con lo pseudonimo di Eustochia (Ferrara, 1503 circa – Ferrara, 25 giugno 1573), fu l'amante di Alfonso I d'Este dopo la morte della moglie Lucrezia Borgia e, probabilmente, anche la sua terza moglie.

## Biografia
Nacque a Ferrara nella zona di Via Ripagrande, figlia del berrettaio Francesco Boccacci o Boccasi Dianti (in alcuni documenti), morto nel 1542. Si conosce il nome di un suo fratello, Bartolomeo, e di una sorella Giulia, che si monacò nel convento ferrarese di Sant'Agostino col nome di Lucrezia Maria.

### Relazione con il duca

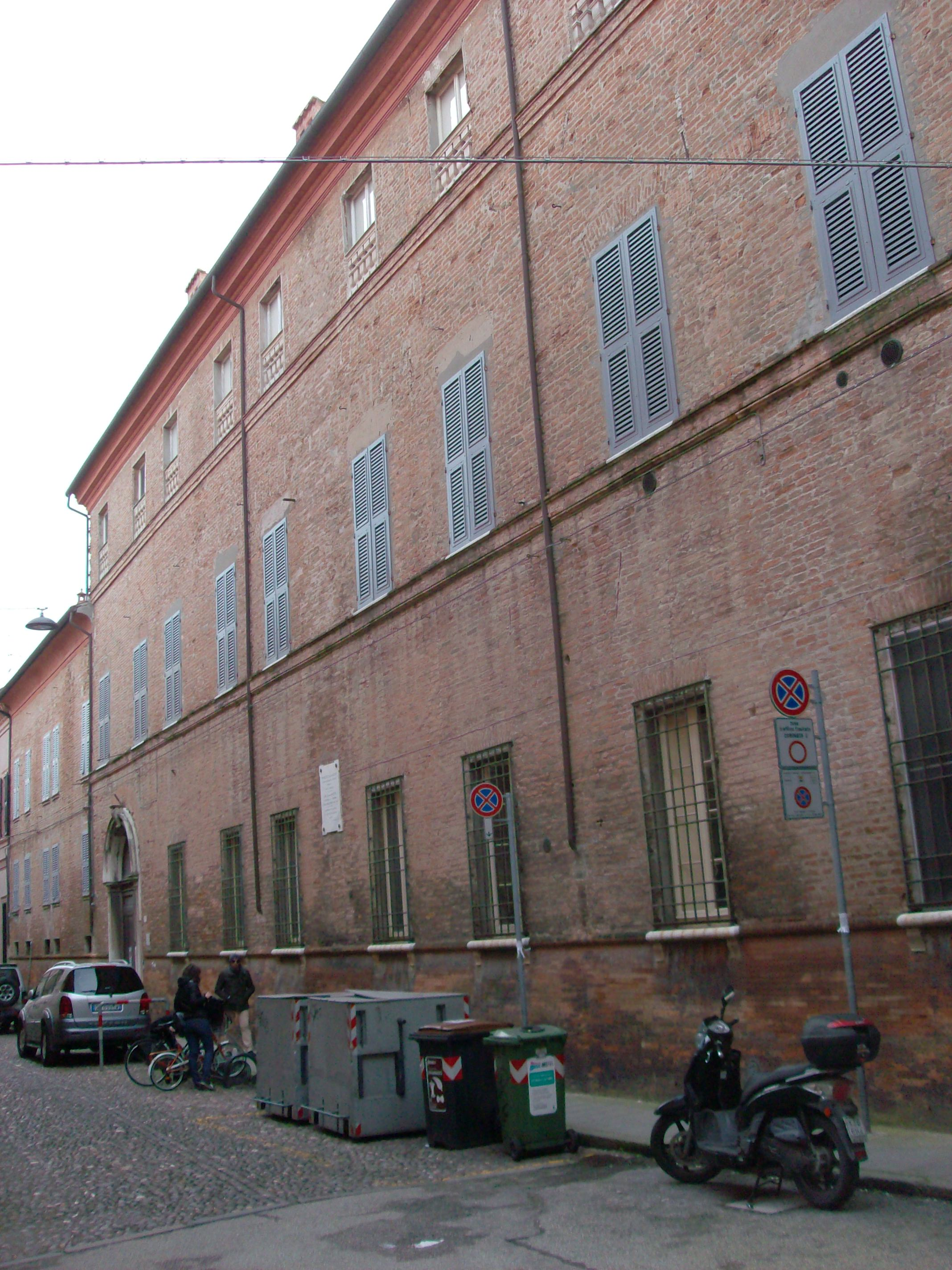
Facciata di Palazzo Aventi, già «Palazzina della Rosa» (Ferrara).

Dopo la morte della duchessa Lucrezia Borgia, avvenuta nel 1519, Laura divenne l'amante del duca Alfonso I d'Este (1476-1534): la relazione ebbe certamente inizio prima del 4 ottobre del 1524, data della donazione alla Dianti di terreni nel ducato, e il duca le fece costruire anche un palazzo - la «Palazzina della Rosa» (chiamato così per essere vicino alla Chiesa di Santa Maria della Rosa), l'odierno Palazzo Aventi - ove si dice che Alfonso si recasse attraverso un passaggio segreto.
Dal duca ebbe due figli, Alfonso e Alfonsino, legittimati dal padre nel testamento redatto nell'agosto del 1533, due mesi prima della morte. Quel testamento non cita la Dianti, ma ne fanno menzione i codicilli redatti settimane dopo, in cui il testatario incarica i figli di passare alla madre, vita natural durante, ciascuno 300 scudi d'oro l'anno, fino a quando non si fosse risposata. In oltre il duca, cinque giorni prima della morte, lasciò a lei e ai suoi due figli la Delizia del Verginese, già destinate al figlio legittimo Ercole. Ella era già in possesso di vaste tenute a Cona, a Codrea, a Quartesana, molte botteghe in città e palazzi.
Laura sposò il duca Alfonso poco prima della sua morte (1534). Lo storico Muratori cercò di provare l'avvenuto matrimonio, raccogliendo una notevole mole di documentazione, ma non sembra esistere nessun documento ufficiale di un matrimonio effettivamente avvenuto. Pur in mancanza della prova documentale assoluta, «sul carattere pubblico, ufficiale dell'unione non vi possono essere dubbi».
Vi è il sospetto che sia stato il duca Ercole il responsabile della distruzione dell'atto di matrimonio, temendo rivalità nella successione da parte dei fratellastri Alfonso e Alfonsino.

### Dopo la morte del duca

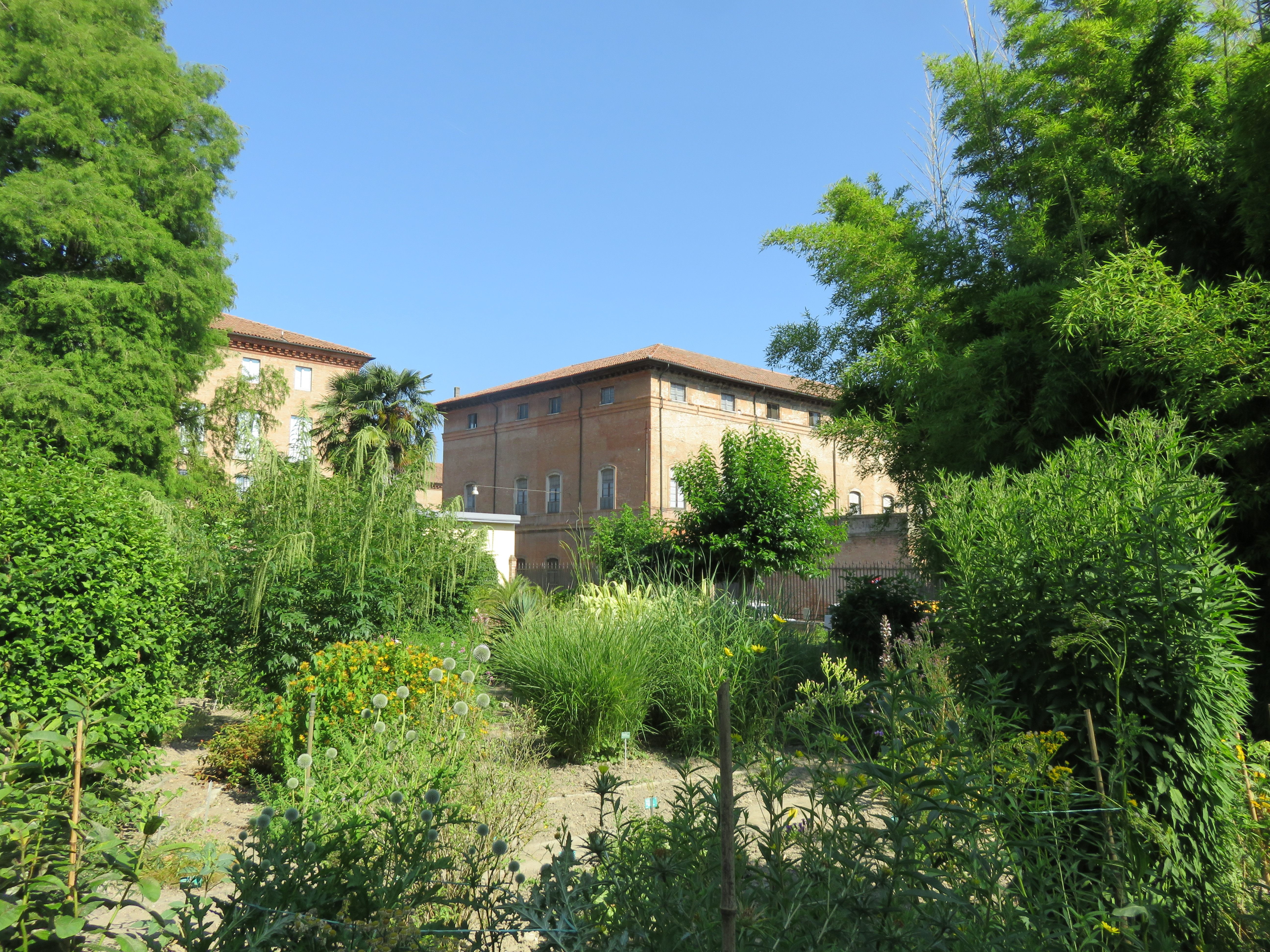
Il Palazzo Bevilacqua visto dall'interno dell'Orto botanico di Ferrara.

Dopo la morte di Alfonso si trasferì nel suo Palazzo di via degli Angeli, oggi Palazzo Bevilacqua, qui Laura Dianti si occupò dell'educazione dei due figli, affidati agli umanisti Giambattista Giraldi Cinzio e Pellegrino Morato, dell'amministrazione delle sue proprietà e dei feudi dei figli (Montecchio e Castelnuovo) e della gestione di un'autentica corte personale, frequentata dagli intellettuali Vincenzo Brusantini, Luigi Grotto, Battista Guarini, Alberto Lollio, e da artisti come Tommaso da Carpi, i pittori Camillo Filippi e dal figlio di questi Sebastiano detto Bastianino.
La Dianti si prese cura anche di Renata, la figlia naturale del giovane Alfonsino, morto diciassettenne, il 10 agosto 1547, la quale sposò poi Sigismondo Cauzzi Gonzaga (?-1571), vedovo di Teodora Rangoni. Assegnò la ricca dote di 2.000 scudi d'oro all'omonima nipote Laura, figlia del fratello Bartolomeo, ricordò nel suo testamento gli altri figli di questi, Alfonso e Virginia, e dispose che la sala capitolare del convento di Sant'Agostino, dove viveva la sorella Lucrezia, fosse affrescata da Battista Dossi.

### Morte
A partire dal 1567 ritornò a risidere nella Palazzina della Rosa. Morì all'età di circa settanta anni, il 25 giugno 1573, e fu sepolta nella Chiesa di Sant'Agostino. L'intera corte partecipò ai funerali compreso il duca Alfonso II e il cardinale Luigi d'Este.

## Ritratto
Le fattezze della dama furono immortalate dal Tiziano; il primo sovrano che contattò il pittore fu proprio Alfonso I che chiese il ritratto della propria amante. Del ritratto, conservato in una collezione privata svizzera, esistono diverse copie: una eseguita da Ludovico Carracci, conservata nella Galleria Estense di Modena, un'altra, di anonimo, nella Pinacoteca nazionale di Ferrara, mentre un ritratto tardo della Dianti fu eseguito da Bastianino.

## Discendenza
Laura e Alfonso I d'Este ebbero due figli:
- Alfonso (1527-1587), marchese di Montecchio, sposò Giulia della Rovere;
- Alfonsino (16 settembre 1530[6]-10 agosto 1547), signore di Castelnuovo, ebbe una figlia naturale:
  - Renata, sposò Sigismondo Cauzzi Gonzaga.